# كوريا (مضيق)

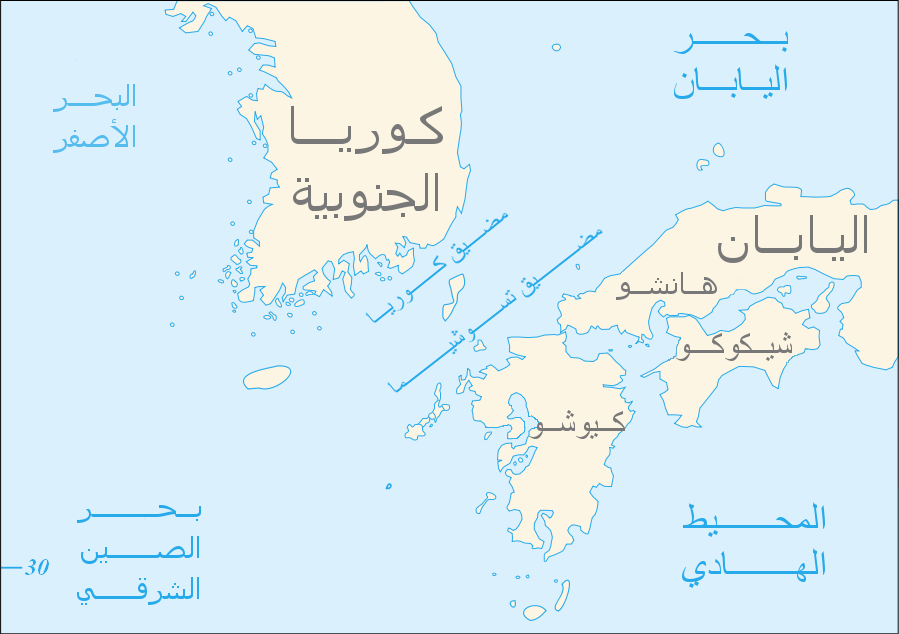
موقع مضيقي كوريا وتسوشيما

يقع مضيق كوريا في شمال غرب المحيط الهادئ واصلاً بين بحر اليابان والبحر الشرقي الصيني، هو يفصل أيضاً بين جنوب غرب شبه الجزيرة الكورية والجزر اليابانية (هونشو وكيوشو).
يقدر عرض مضيق كوريا بحوالي 177 كم. وفي وسط المضيق تقع جزيرة تسوشيما، وعادة يطلق اسم المضيق على الممر المائي الواقع بين جزيرة تسوشيما وكوريا وعرض هذا الممر يقدر بحوالي 97 كم.
وقد كان المضيق مسرحاً لمعركة تسوشيما البحرية في 27 مايو 1905 التي هزم فيها الروس أمام اليابان في إطار الحرب اليابانية الروسية.

## وصلات خارجية
- مقالة موسوعة بريتانيكا